# Amtsbezirk Waidhofen an der Ybbs
Der Amtsbezirk Waidhofen an der Ybbs war eine Verwaltungseinheit im Mostviertel in Niederösterreich.
Der Amtsbezirk war der Kreisbehörde in St. Pölten unterstellt und besorgte deren Amtsgeschäfte vor Ort. Die Zuständigkeit erstreckte sich neben Waidhofen an der Ybbs auf die damaligen Gemeinden Allhartsberg, St. Georgen am Reith, Haselgraben, Hollenstein, Kröllendorf, St. Leonhard am Walde, Maisberg, Opponitz, Prolling, Schwarzenberg, Sonntagberg, Waidhofen an der Ybbs (Dorf), Windhag, Ybbsitz, Zell-Arzberg und Zell.
Der Amtsbezirk umfasste dabei 18 Gemeinden mit 18.310 Einwohnern (lt. Zählung von 1851).